# Chorowac
Chorowac – tradycyjna potrawa kuchni ormiańskiej, mięso grillowane w małych porcjach.
Po ormiańsku խորոված (chorowac) oznacza grillowanie. Chorowac często bywa też nazywany szaszłykiem. Najczęściej wykonuje się go z mięsa baraniego lub wołowego i kurczaka. Można też użyć mięsa wieprzowego.

## Sposób przygotowania

### Mięso
Do przygotowania potrawy potrzebne jest mięso dobrej jakości. Ormianie najczęściej używają schabu, żeberek lub polędwicy. Uważają, że najsmaczniejsze jest mięso z kością. Przygotowanie potrawy zaczyna się dzień wcześniej. Kroi się mięso na kawałki, a następnie się je marynuje. Charakterystyczną cechą ormiańskich chorowaców jest to, że mięso jest krojone na duże kawałki. Schab dzieli się na średnie kawałki o grubości 2–3 cm. Ponieważ mięso z polędwicy jest chude, nie powinno się go kroić na małe kawałki, gdyż po grillowaniu będzie bardzo suche. Żeberka można w zależności od grubości kości pociąć na kawałki z jednym lub dwoma żebrami.

### Marynowanie
Kiedy mięso jest podzielone, można rozpocząć marynowanie. Używa się białej cebuli, czarnego pieprzu i suszonej bazylii. Mięsa się nie soli. Posypuje się je z każdej strony pieprzem i naciera się suszoną bazylią. Cebulę kroi się w cienkie półpierścienie. Można dać dużo cebuli, ilosć jej ma wpływ na smak potrawy. W naczyniu mięso przekłada się warstwami cebuli, wkłada się do lodówki i zostawia się do następnego dnia.

### Grilowanie
Mięso należy wyjąć z lodówki wcześniej, aby podczas grillowania miało temperaturę pokojową. Przed grillowaniem soli się je, najlepiej solą gruboziarnistą. Ormianie do grillowania używają drzewa morelowego. Gdy węgiel pokryty jest białym popiołem, można zacząć pieczenie mięsa. Należy je obracać, im więcej tym będzie smaczniejsze. Po upieczeniu chorowac podaje się w tradycyjnym ormiańskim chlebie lawaszu z cebulą.

## Festiwal
Co roku we wrześniu w Akhtali odbywa się festiwal chorowaca.